# Margarida Gonzaga
Margarida Gonzaga (em italiano:  Margherita Gonzaga; Mântua, 1418 - Governolo, 7 de julho de 1439) foi uma nobre italiana pertencente à Casa de Gonzaga, princesa de Mântua por nascimento e Marquesa Consorte de Ferrara, Módena e Reggio por casamento.

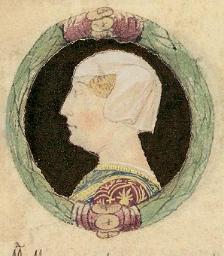
Gravura com a esfinge de Margarida Gonzaga

## Biografia
Margarida era filha de João Francisco Gonzaga, Marquês de Mântua e de sua mulher, Paula Malatesta, tendo sido baptizada em honra de sua avó paterna, Margarida Malatesta.
Educada na Ca'Zoiosa por Vittorino da Feltre, tornando-se uma mulher culta e amante das artes. Em 1435 casou com Leonel d'Este, Marquês de Ferrara, Módena e Reggio.
Já em 1429, Nicolau III d'Este, desejoso de aprofundar os laços com os Gonzaga, iniciou as negociações com João Francisco, que previa o casamento com Leonel, desde que este viesse a ser reconhecido futuro marquês de Ferrara, apesar de ser filho ilegítimo.
De saúde já frágil, Margarida foi afetada posteriormente por causa do parto e morre um ano depois. Viria a ser sepultada na Igreja de Santa Ursula, em Mântua. Afetado pela perda da mulher, Leonel adiciona à sua insígnia heráldica lanças e ramos quebrados e, em 1444, voltaria a casar com Maria de Aragão, filha de Afonso V, Rei de Nápoles.

## Descendência
Leonel e Margarida tiveram apenas um filho:
- Nicolau (Niccolò) (1438-1476).